# Academia Musa Musae
La Academia Musa Musae (también documentada como Academia menor Musa Musae), fue en su origen una tertulia de Madrid fundada en 1940 por José María de Cossío, y reunida en el Café Lion del número 59 de la calle de Alcalá.  
Encuadrada en el ámbito de la literatura falangista oficial, tuvo como presidente a Manuel Machado (que en la sesión inaugural recitó poesías acompañado a la guitarra por Ángel Barrio), y al parecer llegó a rebasar el centenar de miembros 'registrados'. El nombre se le atribuye a Luis Rosales que la bautizó con el de «Ocio atento» y el sobrenombre que la haría famosa «Musa, musae». Dispuso de un carné diseñado por  Escassi con nombre y lema de la peña: «Ocio atento» y «Escucha y habla». El periodista Rafael Flórez en sus memorias inéditas afirma que la tertulia se disolvió porque “la creación y actos de la revista oficialista de cultura y letras Escorial (noviembre del 40) le restó capacidad de organización por seguir la misma línea y con la misma gente”.
Entre el centenar de 'afiliados' se mencionan los nombres de Eugenio d'Ors, Emilio García Gómez, Luis Felipe Vivanco, Pedro Laín Entralgo, Antonio Marichalar, Antonio Tovar, José Antonio Maravall, Pedro Mourlane Michelena, Adriano del Valle, Claudio de la Torre, Eduardo Marquina, Alfredo Marqueríe, Regino Sainz de la Maza, Leopoldo Panero, Ricardo Gullón, Dionisio Ridruejo (director de Escorial y que leyó en ella sus Sonetos a la piedra, entonces inéditos, en 1940), Federico Sopeña, Darío Fernández Flórez, Samuel Ros, Pedro Sainz Rodríguez, Julio Casares, Víctor de la Serna, José Suárez Carreño, Ignacio Zuloaga, Alfonso Moreno y Gerardo Diego. 